# Pseudanurida
Genre
Pseudanurida est un genre de collemboles de la famille des Neanuridae.

## Liste des espèces
Selon Checklist of the Collembola of the World (version du 2 novembre 2019) :
- Pseudanurida billitonensis Schött, 1901
- Pseudanurida bogoyawlensky (Becker, 1905)
- Pseudanurida glauerti (Womersley, 1933)
- Pseudanurida longisetosa Lee & Kim, 1994
- Pseudanurida sawayana Schuster, 1965
- Pseudanurida yini Murphy, 1971

## Publication originale
- Schött, 1901 : Apterygota von Neu Guinea und den Sunda-Inseln. Termeszettudomanyi Fuzetek, vol. 24, p. 317-331.